# 雙查方案
雙查方案，又名查良鏞方案、主流方案、政制協調方案，是由香港作家、基本法起草委員查良鏞（金庸）與查濟民於1988年11月提出關於1997年後香港特別行政區行政長官和立法會的選舉安排。雙查乃同宗遠親。

## 起迄
1984年《中英聯合聲明》簽訂，基本法諮詢及起草委員會相繼成立。1986年由泛民主派牽頭，民間發起的一九零人政制方案要求普選行政長官及1997年至少有半數立法局議席由直選產生。同時間代表香港工商界的基本法諮詢及起草委員提出了八十九人方案，建議1997年後的行政長官由一個600人選舉團選出，這選舉團還會選出四分一的立法會議員，而立法會一半議席由功能團體選舉產生，直選則佔四份之一。
在兩個方案之下，草委查良鏞與查濟民1988年11月拋出一個被認為是北京官方想法的「協調方案」，供《基本法》草委及諮委討論。方案內容建議立法會分三屆發展到半數直選；而第二及第三屆行政長官由800人組成的選委選出，正正是1997年後特區政制發展的安排。查氏方案中關於第三屆行政長官任內，進行一次全體選民投票，以決定第四屆行政長官是否推行普及選舉，以及第五屆以後的立法會是否全面直選的提議，則未有寫入《基本法》。
雖然金庸在其報章《明報》發表社評為「協調方案」辯護，但泛民主派批評案該方極度保守、窒礙民主發展，繼而拒絕支持。故此提案的查良鏞當年備受惡評，更曾發生有學生到《明報》報社外焚燒報紙抗議的歷史性事件。
1989年，中國大陸爆發八九民運，獲得通過的該案二稿因此被抽起，查良鏞亦於六月前夕辭去基本法草委。

## 評價
2018年查良鏞歿後，同為時任起草委員的李柱銘回憶指，當年對「雙查方案」感到失望，並表示起草委員會秘書長魯平亦認為方案過於保守。唯以香港2010年代的政治和民主化進程來看，才明白查良鏞所提方案有遠見及智慧；倘若當年落實「雙查方案」，香港現時或已享有民主。對於李柱銘的評論，前中央政策組首席顧問劉兆佳則表示，李柱銘所說的是一個「偽命題」。另一位同為時任起草委員的全國人大常委譚耀宗則認為，雖然「雙查方案」備受爭議，但查的原意只是引領社會從不同角度討論直選行政長官的可能性。